# Central nuclear de Temelín
La Central nuclear de Temelín (en checo: Jaderná elektrárna Temelín) se encuentra cerca de Temelín, un pequeño pueblo en la República Checa. La planta de Temelín es propiedad del grupo ČEZ , que emplea a 1.000 trabajadores en este sitio. El castillo adyacente de Vysoký Hrádek sirve como centro de información. En la primavera de 2003, la central nuclear de Temelín, con sus 2.000 MW de capacidad instalada, se convirtió en el mayor recurso de energía en la República Checa. 